# Ettenhausen an der Suhl
Ettenhausen an der Suhl (ufficialmente Ettenhausen a.d. Suhl) è una frazione della città tedesca di Bad Salzungen.

## Storia
Il comune di Ettenhausen an der Suhl venne aggregato nel 2018 alla città di Bad Salzungen.